# 日本晴
日本晴（にっぽんばれ、学名：Oryza sativa L. cv. Nipponbare）は、イネの栽培品種の一つ。広域適応性を有する水稲品種である。

## 歴史
1963年（昭和38年）、愛知県安城市池浦町にある愛知県農業試験場で開発・育成された。幸風（中新110号）とヤマビコ（東海7号）の交配による。
1970年（昭和45年）から1978年（昭和53年）までの9年間、日本全国の作付面積の第1位を占めていた。しかし、コシヒカリの誕生を機に作付けは減少の一途をたどった。21世紀以降の主要産地は、滋賀県（2009年度の近江米総作付面積の13.0パーセント）を筆頭として鳥取県や和歌山県などである。

## 名称
その名は、熟色が極めて鮮麗である特性と、世代促進による育成種第1号であることを記念しての命名であるが、これは、早生には「晴」、中生には「風」という共通名を付ける考え方があった開発当時の通例に沿ったものであった。

## 品種特性
早晩性（成熟期）は中生よりやや遅い（中生の晩）。倒伏性は中強、収量性は中とされる。食味は上の下に区分される。
ジャポニカ種に分類される一種で、粳米（うるちまい）の一種。日本栽培種の一つ。暖地向き水稲品種。昭和後期の日本で最も多く栽培された品種であり、日本における有名銘柄米の一つ。

## 利用
あまり粘らず、食感が軽いため、チャーハンやピラフに適している。粘りが弱く程よい硬さは、寿司米としても好適であり、越前たけふ農業協同組合が「日本晴復活プロジェクト」を立ち上げて外食向け需要を開拓しているような例もある。また、酒造好適米には分類されないものの、広義の酒米として酒造用にもよく用いられる。日本穀物検定協会では基準米として滋賀県野洲市の日本晴を採用している。
日本におけるイネゲノム・プロジェクトでイネのゲノム解読に使われた品種としても知られる。